# Jean-Bertrand Aristide
Jean-Bertrand Aristide (ur. 15 lipca 1953) – haitański polityk, ksiądz katolicki, teolog i dwukrotny prezydent kraju.

## Życiorys
Urodził się w 1953 roku w Port-au-Prince. Ukończył tam szkołę katolicką. W 1966 roku zapisał się na seminarium w Cap-Haïtien. W 1975 roku wstąpił do zakonu salezjanów. Zainteresował się wówczas teologią wyzwolenia, której zwolennikiem został. Następnie powrócił do Port-au-Prince, gdzie w 1979 roku ukończył studia z zakresu psychologii. Prowadził działalność opozycyjną względem reżimu Jean-Claude’a Duvaliera na łamach religijnego „Radio Cacique“. W 1982 roku przyjął święcenia kapłańskie. Często przebywał poza krajem, spędzając sześć najbliższych lat na studiowanie teologii. W 1985 roku zdobył tytuł magistra na Uniwersytecie Montrealskim. W tym samym roku powrócił w rodzinne strony. Został proboszczem parafii świętego Jana Bosko w Port-au-Prince. Jego antyreżimowe poglądy przyniosły na niego kilka nieudanych prób zabójstwa ze strony funkcjonariuszy rządowych. Radykalizm Aristide rodził też sprzeciw wśród hierarchii kościelnych. Próba przeniesienia go do mniejszej parafii skończyła się w 1987 roku udanym strajkiem okupacyjnym w katedrze w Port-au-Prince, który zorganizowali parafianinie i zwolennicy Aristide. W 1988 roku kościół świętego Jana Bosko został zaatakowany przez oddziały Tonton Macoute Duvaliera. W masakrze przeprowadzonej przez ich członków zginęło 13 osób a ponad 70 zostało rannych. Pod koniec 1988 roku został usunięty z zakonu za głoszenie teologii wyzwolenia. Watykan jednocześnie skierował go do wyjazdu z Haiti. Na wieść o planowanym wyjeździe z Haiti, zwolennicy Aristide masowo wyszli na demonstracje i zablokowali lotnisko nie dopuszczając do opuszczenia wyspy przez duchownego. Masowe manifestacje w tym czasie były najbardziej licznymi demonstracjami w historii karaibskiego kraju. Gdy pod koniec lat 80. reżim Duvaliera został obalony w wyniku wojskowego zamachu stanu Aristide kontynuował działalność opozycyjną sprzeciwiając się rządom armii.
Wystartował w wyborach prezydenckich w 1990 roku jako kandydat lewicowego Frontu Narodowego na rzecz Zmiany i Demokracji. Zdobył w nich 2/3 głosów. Na stanowisko został zainaugurowany 7 lutego 1991 roku. Politycznym reprezentantem Aristide stał się ruch Lavalas. Wybór społeczeństwa nie został uznany również przez armię, która w 1991 roku dwukrotnie przeprowadziła zamach stanu i odsunęła go od władzy 30 września tego samego roku. Obalony prezydent udał się na emigrację do Wenezueli, a następnie Stanów Zjednoczonych. W tym czasie stronnicy dawnego reżimu którzy utworzyli paramilitarną organizację FRAPH i rozpoczęli falę terroru przeciw zwolennikom prezydenta. Do władzy powrócił 15 października 1994 roku, gdy armia oddała mu władzę (pod groźbą zbrojnej interwencji USA). Chociaż cieszył się powszechną sympatią społeczną, jednak nie był w stanie rozwiązać problemów społecznych i gospodarczych mieszkańców kraju. W 1996 roku odstąpił od władzy. Jego następcą na stanowisku prezydenta został jego stronnik René Préval, który wygrał wybory w 1995 roku.
Wraz z odejściem od władzy stanął na czele sojuszu politycznego Rodzina Lavalas powstałego w wyniku rozpadu ruchu Lavalas (Préval stanął na czele konkurencyjnej Organizacji Politycznej Lavalas). Rodzina Lavalas wygrała wybory samorządowe i parlamentarne w 2000 roku, on sam zwyciężył w wyborach prezydenckich w 2001 roku. Wyniki wyborów zostały zakwestionowane przez opozycję i obserwatorów. Sytuacja w latach 2001-04 była niestabilna. Opozycja domagała się rezygnacji Aristide’a, dochodziło do zamieszek i zamachów. Kryzys polityczny odbił się na gospodarce. W lutym 2004 roku wybuchły wielodniowe zamieszki. Według pierwszych informacji prasowych, sam ustąpił ze stanowiska w ich następstwie. Według niego samego został porwany przez Amerykanów i siłą zmuszony do wyjazdu z kraju. Niezależnie od prawdziwości obu wersji Aristide po zamieszkach udał się na emigrację: najpierw na Jamajkę, a potem do Republiki Południowej Afryki. Pomimo amerykańskich wysiłków mających zatrzymać jego powrót do kraju, w marcu 2011 roku powrócił na Haiti.
Autor Haiti and the New World Order (1995).